# 황옌페이
황옌페이(중국어: 黃炎培, 한어 병음: Huáng Yánpéi, 웨이드-자일스: Huang Yen-pe'i; 1878년 10월 1일 – 1965년 12월 21일)는 중국의 교육자, 작가, 정치인이었다. 그는 중국에서 중국공산당의 통일전선 아래 합법적으로 인정되는 8개 소수 정당 중 하나인 중국 민주 동맹과 중국 민주 건국회의 창립 개척자였다.

## 이름
황은 또한 자 런즈(任之, Rènzhī)와 호 추난(楚南, Chǔnán)으로도 알려졌다.

## 초기 생애
황은 청나라 광서제 치세에 장쑤성 추안샤 네이시디(현재 푸둥 신구, 상하이시의 일부)에서 태어났다. 그의 어머니는 그가 13살 때 사망했고 아버지는 그가 17살 때 사망하여, 그는 외할아버지와 함께 살았는데, 외할아버지는 그에게 전통 중국식 교육을 시켰다. 어린 시절 그는 동예 학교 (東野學堂)에서 공부하며 사서오경을 읽었다. 성년이 되기 전 그는 가족을 부양하기 위해 고향에서 비공식 교사로 일했다.
1899년, 황은 오늘날의 상하이 대부분을 아우르는 쑹장부에서 과거 시험에서 수석을 차지하고 수재의 지위를 얻었다. 그는 후에 삼촌으로부터 재정 지원을 받아 서양 학문을 공부했다.
1901년, 황은 난양 공립 학교(현재 상하이 자오퉁 대학)에 입학하여 당시 그곳에서 중국어를 가르치던 차이위안페이를 만났다. 1년 후, 황은 장난의 과거 시험에서 거인의 지위를 얻었다. 얼마 후, 그는 동료 학생들이 교사의 책상에 빈 잉크병을 놓아 교사를 무시했다고 하여 퇴학당한 것에 항의하여 학교를 떠났다. 이 행위는 잉크가 은유적으로 지식을 의미했기 때문에 교사가 무지하다는 것을 암시하는 것으로 해석되었다.
황은 그 후 추안샤로 돌아와 아이들을 위한 추안샤 초등학교 (川沙小學)를 설립했다. 이 시기에 그는 옌푸의 『천연론』(이는 토머스 헨리 헉슬리의 『진화와 윤리』의 번역본)과 서양 사상에 관한 다른 책들을 읽었다.
1903년, 난후이구에서 강연을 하던 중, 황은 반정부 혁명가로 고발되어 체포되어 투옥되었다. 그는 미국인 선교사 윌리엄 버크의 도움으로 보석으로 풀려났으며, 장쑤성 정부로부터 그의 사형 명령이 난하이구 지방 정부에 도달하기 불과 1시간 전에 감옥을 떠나 간신히 죽음을 면했다. 황은 일본으로 도피하여 3개월 동안 머물다가 상하이로 돌아와 학교를 계속 설립하고 운영했다.
1905년, 황은 차이위안페이의 소개로 중국동맹회에 가입했다. 동시에 그는 푸둥 중학교 (浦東中學)를 비롯한 여러 학교를 설립, 운영, 가르쳤으며, 또한 장쑤 교육 사무 조직 (江蘇學務總會) 설립을 도왔다.

## 중화민국 시기 생활
1911년 신해혁명이 청나라를 전복시킨 후, 황은 장쑤성 총독부의 민정국장과 교육국장이 되었다. 그는 나중에 교육부장관이 되어 장쑤의 교육을 개혁하고 여러 학교를 계획하고 설립했다. 동시에 그는 교육협회 부회장이자 신문 션 바오의 순회 기자였다.
1908년, 황은 퉁스헝 등과 함께 푸둥 전기 유한회사 (浦東電氣股份有限公司)를 설립하여 푸둥 신구에 전기를 공급했다. 1913년, 그는 "교육에 실용적인 입장을 취하는 학교에 대한 논의"라는 글을 발표하여 교육이 실용주의에 맞춰져야 한다는 자신의 생각을 표현했다. 1914년 2월부터 1917년 초까지, 황은 션 바오의 기자로 일하며 중국 전역의 다양한 학교를 방문하고 관찰했다. 1915년 4월, 그는 산업 단체를 따라 미국으로 가서 25개 도시의 52개 학교를 방문하며 직업 교육이 그곳에서 매우 인기가 많다는 것을 보았다. 그는 일본, 필리핀, 동남아시아를 방문하여 그 나라들의 교육을 관찰했다. 그는 자신의 관찰 내용을 기록하고, 정리하여 출판했다.
1917년, 황은 영국 교육 시스템을 관찰하기 위해 영국으로 여행했다. 1917년 5월 6일, 여러 기업과 교육 분야의 지원을 받아 황은 상하이에서 중국 직업 교육 협회 (中華職業教育社)를 설립했다. 1년 후, 그는 중국 직업 학교 (中華職業學校)를 설립했다. 다음 10년 동안 황은 중국 직업 학교를 활용하여 활동을 확장하며 교육 분야에서 활발히 활동했다. 1919년 5·4 운동 기간 동안 그는 교육부장관으로서의 지위를 이용하여 상하이 학교들의 지지를 모아 수업을 중단하고 시위를 벌였다.
1921년, 황은 북양정부에 의해 교육부 장관으로 임명되었지만 그는 그 임명을 거절했다. 1922년, 그는 교육 시스템을 초안하고 더 많은 학교를 설립했다. 5년 후, 그는 자신의 생각과 아이디어를 더 널리 알리기 위해 라이프 매거진 (生活周刊)을 운영했다.
1927년, 중국국민당이 중국공산당과 갈등을 겪을 때, 황은 "학벌" (學閥)로 비난받았는데, 이는 교육을 통해 정치적 영향력을 확대하려 한 사람들을 묘사하는 용어였으며, 체포 명령이 내려졌다. 그는 다롄시로 도피했고, 장제스가 체포 명령을 철회한 후에야 상하이로 돌아왔다.

## 제2차 세계 대전 중 생활
1931년 만주사변 이후, 황은 일본의 중국 침략에 대해 우려하여 반일 활동에 참여했다. 그는 또한 자신의 생각을 발표하고 중국인들 사이에 애국심을 고취시키기 위해 "구국 통신" (救國通訊)이라는 뉴스레터를 발행했다. 1년 후, 그는 중국 전역에 메시지를 보내 모든 사람이 차이점을 제쳐두고 단결하여 일본에 저항할 것을 촉구했다.
1932년 1·28 사변 이후, 황과 상하이시의 다른 영향력 있는 인사들은 상하이 시민 유지회 (上海市民維持會)를 결성하여 제19로군을 지원하고 상하이의 경제와 안보를 보존하기 위한 기금을 모금했다. 그들의 활동은 1937년 상하이가 일본에 함락될 때까지 지속되었다.
1937년 중일 전쟁이 발발한 후, 황은 중화민국 정부의 전시 수도인 충칭시로 이주하여 국방위원회 대표로 활동했다. 1년 후, 그는 인민정치협의회 위원이 되었다. 1941년, 그는 장란 등과 함께 중국 민주 동맹을 창립하고 초대 주석을 역임했다. 1945년, 그는 후줴원 등과 함께 중국 민주 건국회를 설립하고 초대 주석을 역임했다.

## 국공 내전 중 생활
1945년 7월, 중국국민당과 중국공산당 간의 갈등을 중재하려는 시도로, 황은 장보쥔 등과 함께 충칭시에서 옌안시로 가서 공산당 지도자 마오쩌둥을 만났다.

충칭으로 돌아온 후, 황은 마오와 나눈 대화를 묘사한 『옌안에서 돌아오다』라는 책을 썼다. 이 대화는 널리 "저우치루" (周期率, 주기율) 대화로 알려져 있다. 황은 다음과 같이 말했다. 
나는 60년 넘게 살았습니다. 제가 들은 이야기는 차치하고라도, 제가 직접 눈으로 본 것은 "흥하는 것도 빠르지만, 망하는 것도 똑같이 빠르다"는 말에 딱 들어맞습니다. 어떤 사람, 가족, 공동체, 장소, 심지어 국가까지도 이 주기에서 벗어난 적이 있습니까? 보통 초기 단계에서는 모두가 온전히 집중하고 최선을 다합니다. 아마도 당시 상황이 좋지 않아 모두가 생존을 위해 고군분투해야 했을 것입니다. 상황이 점차 나아지면 모두가 집중력을 잃고 게을러집니다. 어떤 경우에는 오랜 시간이 지나면서 나태함이 생겨나고 퍼져 사회적 규범이 됩니다. 이런 일이 발생하면 아무리 유능한 사람이라도 상황을 역전시키거나 구할 수 없습니다. 국가가 발전하고 번영하는 경우도 있습니다. 그 부상은 자연적인 것이거나 진보에 대한 열망으로 촉발된 급속한 산업화 때문일 수 있습니다. 모든 인적 자원이 고갈되고 경영에 문제가 발생하면 환경은 더욱 복잡해지고 상황 통제력을 잃습니다. 역사를 통틀어 많은 예가 있었습니다. 통치자가 국사를 게을리하고 환관이 그 기회를 틈타 권력을 장악하는 경우, 좋은 통치 시스템이 시작자가 사망한 후에 기능을 멈추는 경우, 영광을 갈망했지만 결국 수모를 당하는 경우. 어느 것도 이 주기에서 벗어나지 못했습니다.

마오는 다음과 같이 답했다. 
정부의 인민; 정부는 국가의 몸이다. 새로운 길이 앞에 놓여 있고 그것은 인민의 것이다. 인민은 자신들의 국가를 건설한다; 모두가 역할을 해야 한다. 정부는 인민에게 주의를 기울여야 하고 정당은 자신의 의무를 최대한 다하며 덕으로 통치해야 한다. 우리는 실패한 선인들의 발자취를 따르지 않을 것이다. 시작자가 사망한 후 좋은 통치 시스템이 기능을 멈추는 문제는 피할 수 있다. 우리는 이미 새로운 길을 발견했다. 우리는 이 주기에서 벗어날 수 있다. 이 새로운 길은 인민의 것이다. 정부가 인민의 감독 아래에 있을 때에만 정부는 나태해지지 않을 것이다. 모든 사람이 책임을 지면 좋은 통치 시스템이 유지될 것이다.

국공 내전 중, 황은 전쟁에 항의하여 인민정치협의회를 사임하고 상하이시로 돌아와 학교를 계속 설립하고 운영했다.

## 중화인민공화국 시기 생활
1949년 중국공산당이 중화인민공화국을 수립한 후, 황은 중앙인민정부 위원, 국무원 부총리, 경공업부 장관을 역임했다. 그는 또한 제2차, 제3차, 제4차 중국인민정치협상회의에서 연이어 부주석을 역임했다.
공산 정부에서 직책을 맡았음에도 불구하고 황은 일부 정책에 동의하지 않았으며 특히 구매 및 마케팅에 대한 국가 독점에 반대했다. 마오쩌둥은 한때 황을 "자본가들의 대변인"이라고 불렀을 정도였다. 그럼에도 불구하고 황은 중국공산당이 비공산당원을 정부 기관에서 숙청하기 시작했을 때 전국인민대표대회와 정치협상회의에서 자신의 직책을 유지할 수 있었다.

## 사망
황은 1965년 12월 21일 베이징시에서 사망했으며, 화장되어 팔보산 혁명공묘에 안장되었다.

## 가족
배우자
- 왕주쓰 (王糾思; 1940년 사망), 황의 첫 번째 아내.
- 야오웨이쥔 (姚維鈞; 1909–1968), 황의 두 번째 아내로 1942년에 결혼했다. 그녀는 대학 졸업자였으며 황이 『옌안에서 돌아오다』를 쓰는 데 도움을 주었다. 그녀는 1968년 1월 20일 수면제 과다 복용으로 자살했다.

자녀
- 황팡강 (黃方剛; 1901–1944), 칼턴 대학교를 졸업하고 하버드 대학교에서 철학 박사 학위를 받았다.
- 황징우 (黃競武; 1903–1949), 칭화 대학을 졸업하고 하버드 대학교에서 경제학 석사 학위를 받았다.
- 황루 (黃路；1907-2001), 교사.
- 황완리 (1911–2001), 수리학 교수.
- 황샤오퉁 (黃小同; 1913-1996), 교사.
- 황다능 (黃大能; 1916–2010), 중국 직업 교육 협회 부회장을 역임했다. 그는 또한 콘크리트 기술 전문가이기도 했다.
- 황쉐차오 (黃學潮; 1920-)
- 황쑤후이 (黃素回; 1923-)
- 황비신 (黃必信; 1925-1966), 대학 강사. 그는 아내와 함께 문화대혁명 중 자살했다.
- 황당시 (黃當時; 1943-）
- 황딩녠 (黃丁年; 1944-), 엔지니어.
- 황팡이 (黃方毅; 1946-), 듀크 대학교에서 석사 학위를 받았다. 그는 중국사회과학원에서 일했고 베이징 대학에서 경제학 연구에 참여했다. 그는 또한 존스 홉킨스 대학교와 컬럼비아 대학교의 초빙 교수이며 중국 정치에 관여하고 있다.
- 황강 (黃剛; 1949-)

손주
- 리처드 스챠오 황 (黃施超; 1932–2004), 황팡강의 아들. 그는 미국에서 로켓 과학자였다.
- 황멍푸, 황징우의 아들. 그는 중국인민정치협상회의 부주석이다.
- 황체위안 (黃且圓; 1939-2012), 수학자.
- 황관훙 (黃觀鴻), 황완리의 아들. 그는 톈진 대학 교수이다.

기타 친척
- 황쯔 (1904–1938), 음악가. 그는 황옌페이의 사촌인 황훙페이 (黃洪培)의 아들이었다.
- 황페이잉 (黃培英), 1930년대 중국의 양모 뜨개질 전문가. 그녀는 황옌페이의 먼 삼촌인 황스환 (黃士煥)의 딸이었다.

## 미디어 등장
2010년, CCTV-8은 황옌페이의 생애를 바탕으로 한 25부작 TV 시리즈를 제작했다. 제목은 황옌페이였고, 장톄린이 동명의 인물을 연기했다.

## 내용주
1. ↑  (我生六十多年，耳聞姑且不論，凡親眼所見，真所謂『其興也浡焉，其亡也忽焉』，一人，一家，一團體，一地方，乃至一國，不少單位都沒有能跳出這周期率的支配力。大凡初時聚精會神，無一事不用心，無一人不儘力，也許那時艱難困苦，只有從萬死中覓取一生。既而環境漸漸好轉了，精神也就漸漸放下了。有的因為歷時長久，自然地惰性發作，由少數演為多數，到風氣養成，雖有大力，無法扭轉，並且無法補救。也有為了區域一步步擴大了，它的擴大，有的出於自然發展，有的為功業欲所驅使，強求發展，到幹部人才漸見竭蹶、難於應付的時候，環境倒越加複雜起來了，控制力不免趨於薄弱了。一部歷史，『政怠宦成』的也有，『人亡政息』的也有，『求榮取辱』的也有。總之沒有能跳出這周期率。)
2. ↑  (（民為政本，國為政體，新路在幄，是為民主。民主立國，人人盡責，唯政當察於百姓，為黨方得盡心敬事，秉政施德，固不會蹈前車之覆，亦可免人亡政息之禍焉。）我們已經找到了新路，我們能跳出這周期率。這條新路，就是民主。只有讓人民起來監督政府，政府才不敢鬆懈。只有人人起來負責，才不會人亡政息。)